# Åsiverken

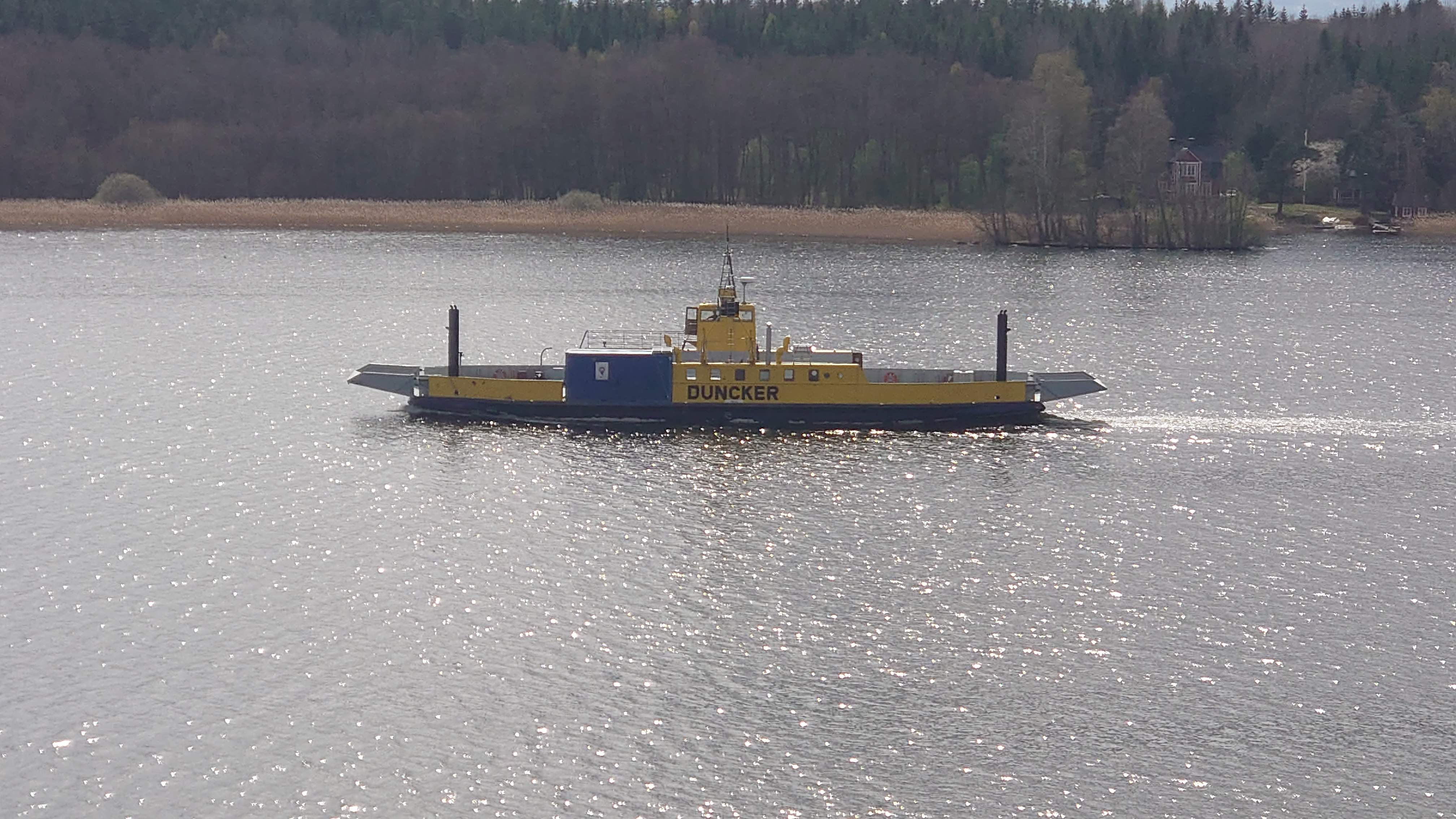
M/S Duncker, byggd vid Åsiverken

Åsiverken var ett svenskt skeppsvarv i Åmål. Åsiverken grundades av Gösta Nordström 1946 efter köp av mark i Åmåls hamn. Han namnändrade då sitt företag från Åmåls Sportprodukter AB, som sedan 1944 tillverkat reseffekter, till Åsiverken, varefter varvsproduktion skedde parallellt med väsktillverkning till 1977. Varvsproduktionen hade sin storhetstid kring 1980, men lades ned 1983 inför hotande konkurs. Anläggningen övertogs av Karlstadsföretaget Wermia, som dit flyttade plasttillverkningen i Halmstadsföretaget Elasto.

## Byggda båtar i urval
- 1954 Färjan Yxlan för Vägverket
- 1955 Linfärjan Kornelia för Vägverket
- 1955 Tankfartyget M/S Crudo av Donsö
- 1958 Bogserbåten Pampus för Norrköpings hamn
- 1958 Bogserbåten Axel Enström för SCA
- 1958 Bogserbåten Tor, bogserbåt, numera Torvik
- 1960 Färjan Brahe, längd 26 meter
- 1961 Ted, bogserbåt
- 1961 M/S Duncker, vägfärja för Vägverket
- 1962 Achilles, bogserbåt
- 1963 HMS Ajax (A252), trängfartyg för Marinen, nu M/S Ajax
- 1964 Bogserbåten De Geer för Norrköpings hamn
- 1965 Gripen, muddringsfartyg, nu Red Fighter
- 1967 Rescue Broström, räddningskryssare för Sjöräddningssällskapet
- 1969 Nordö I, färja för Öckerö kommun, omdöpt till M/S Polstjernan
- 1969 Nordö II, färja för Öckerö kommun, nu Göta II
- 1971 Göte, brandfartyg för Göteborgs brandförsvar, senare M/S Dickson
- 1973 Järven, bogserbåt för Malmö Bogserings AB
- 1974 Bogserbåten Dynan för Bohus Tug, numera Leo för Alfons Håkans
- 1974 Bogserbåten Bohus för Bohus Tug
- 1974 Bogserbåten Bonden för Bohus Tug, numera Hurtig för Alfons Håkans
- 1978 M/S Polstjärnan IV, arbetsfartyg för Sjöfartsverket
- 1978 M/S Linda, färja för Vägverket
- 1979 M/S Nora, färja för Vägverket
- 1979 M/S Ulrika, färja för Vägverket,
- 1979 Bogserbåten Victoria, isbrytande bogserbåt för Luleå hamn AB
- 1981 KBV 005 fyrbyggnadsfartyg för Sjöfartsverket, senarerytsnd köpt av Kustbevakningen
- 1982 M/S Baltica, arbetsfartyg för Sjöfartsverket
- 1983 M/S Scandica, arbetsfartyg för Sjöfartsverket
- 1983 HMS Furusund (MUL 20), minutläggare
- 1984 M/S Beda, vägfärja för Vägverket
- 1985 M/S Svanhild, vägfärja för Vägverket

## Bildgalleri

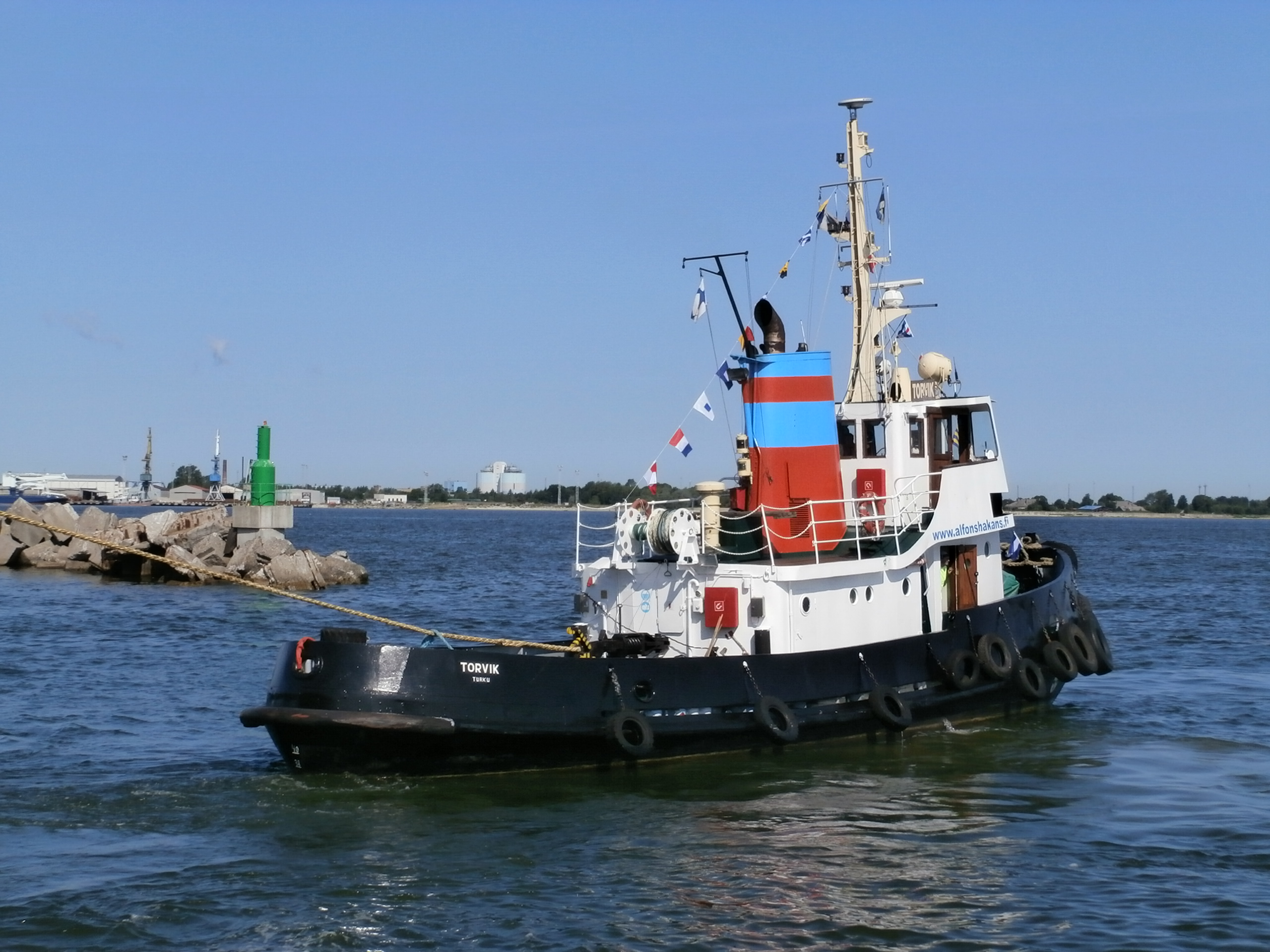
Bogserbåten Torvik, tidigare Tor
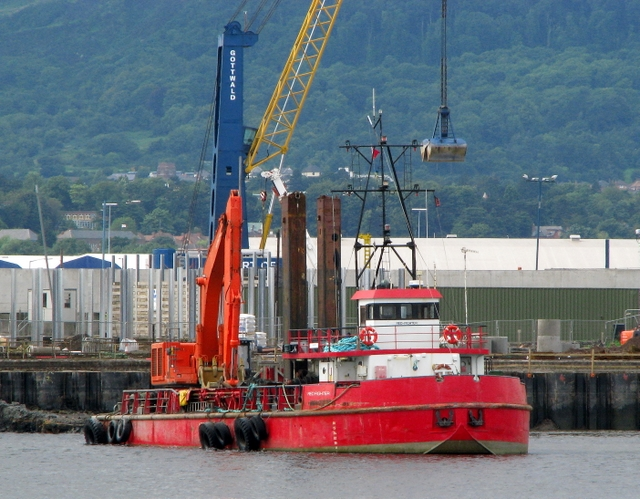
Red Fighter, tidigare Gripen
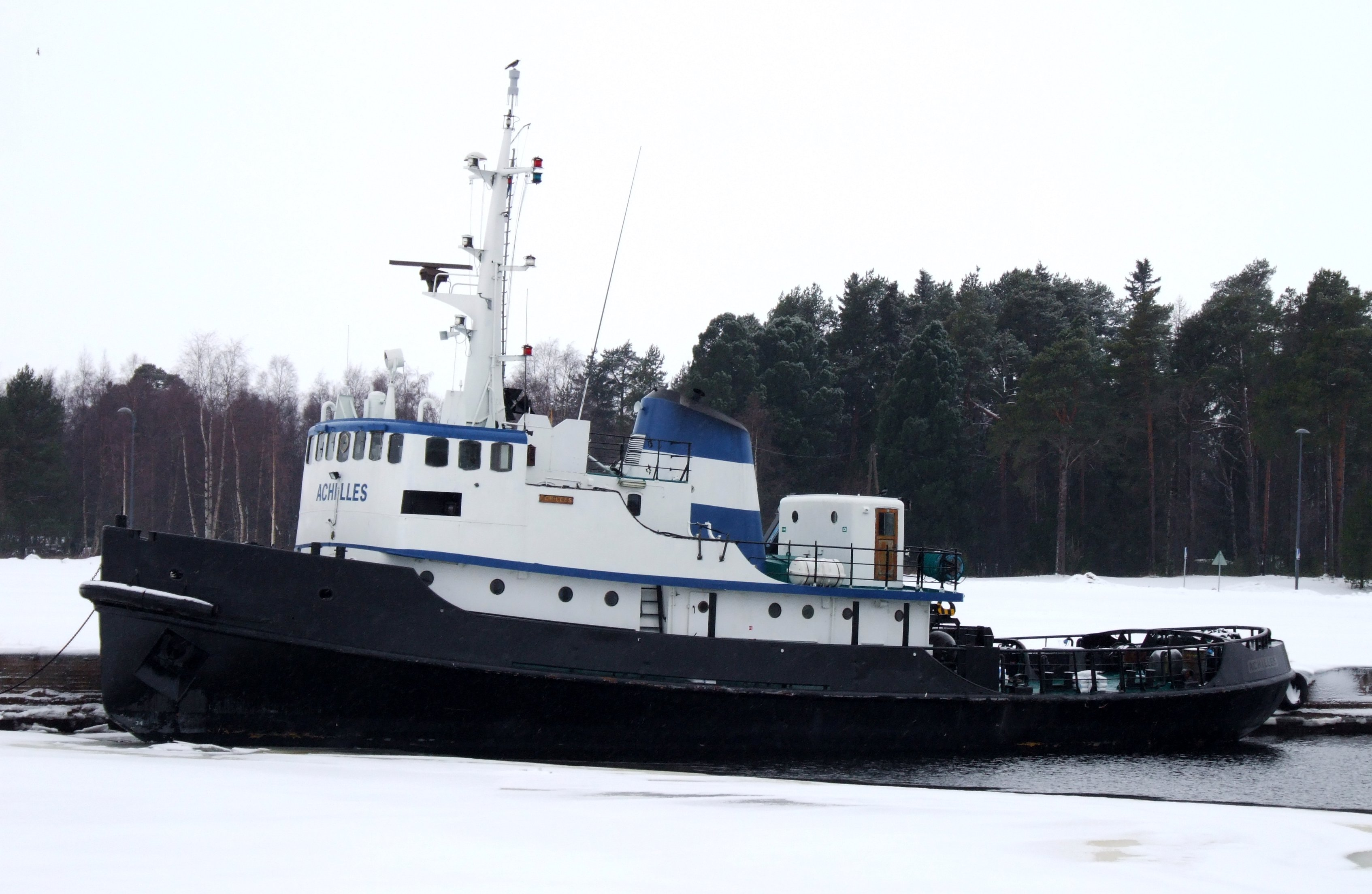
M/S Achilles i Uleåborg
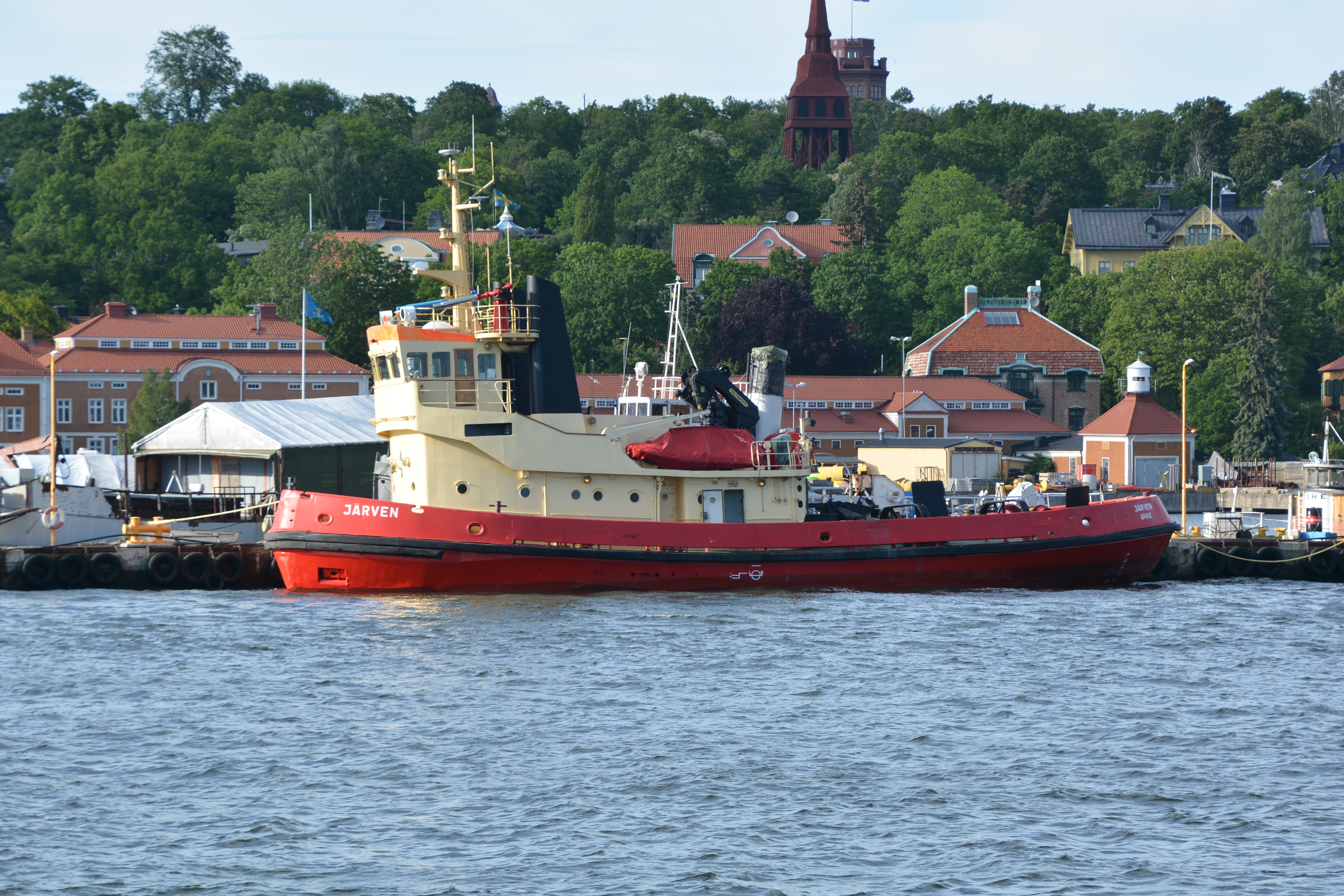
M/S Järven i Stockholm
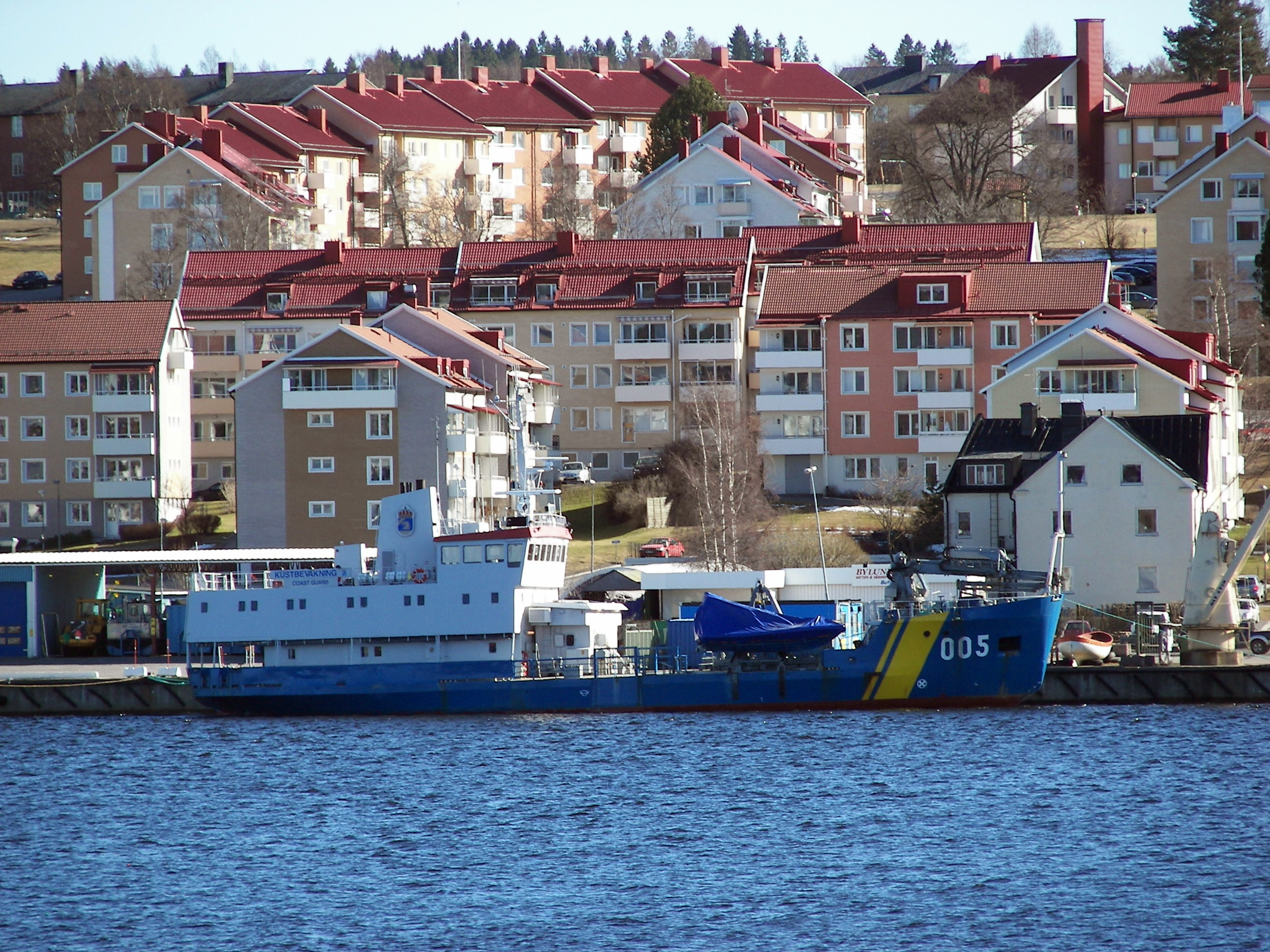
KBV 005 i Härnösand
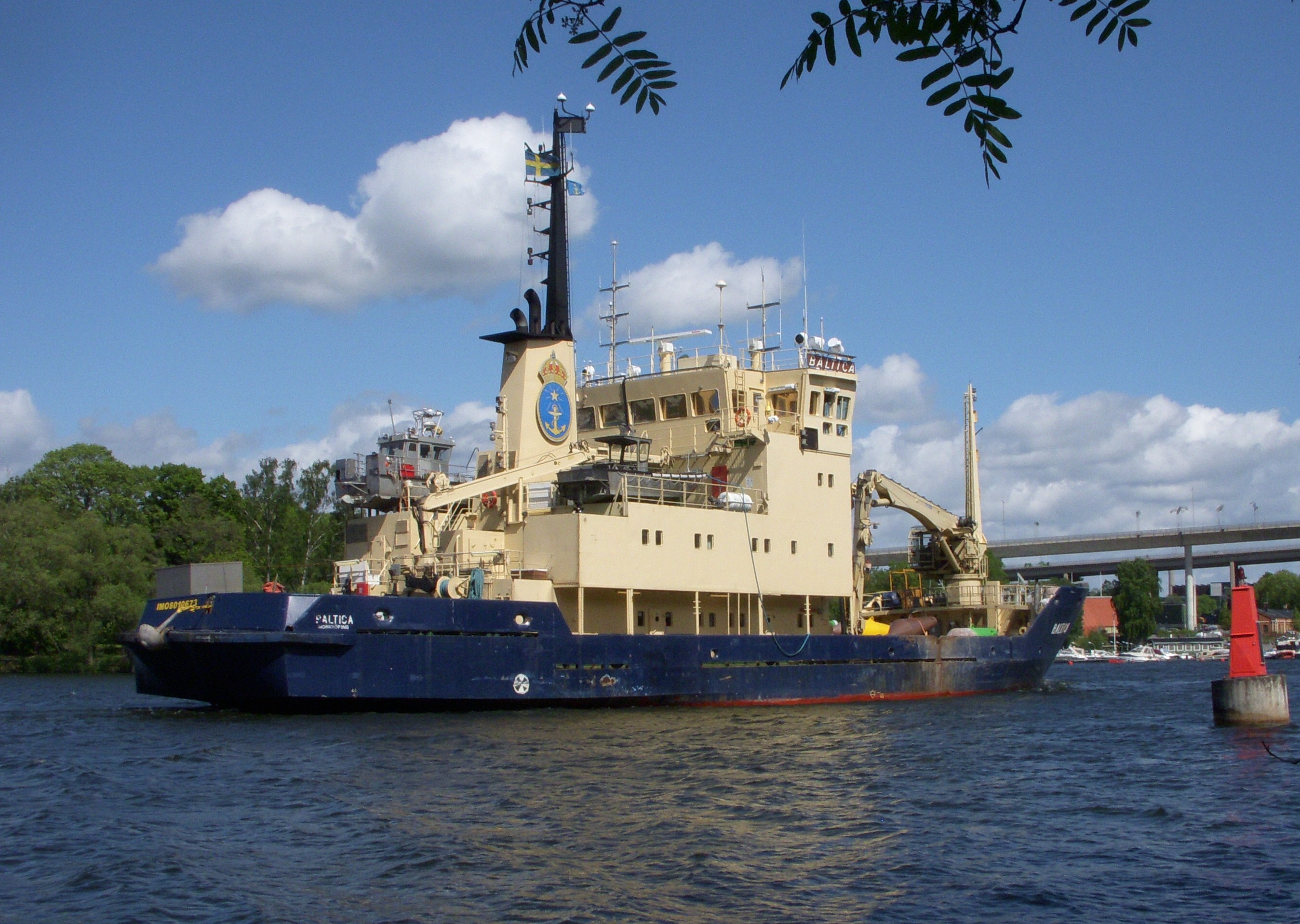
M/S Baltica
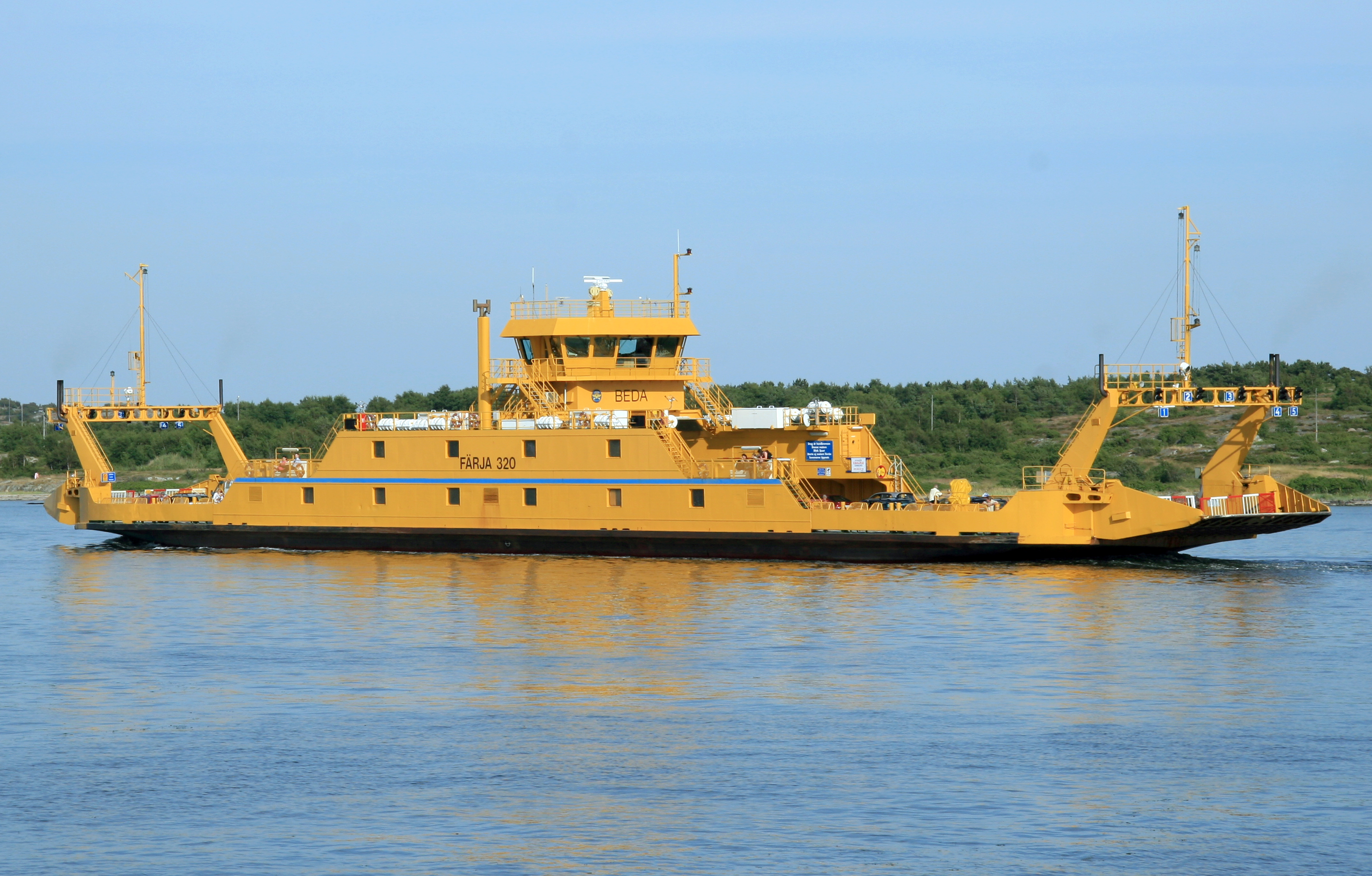
M/S Beda
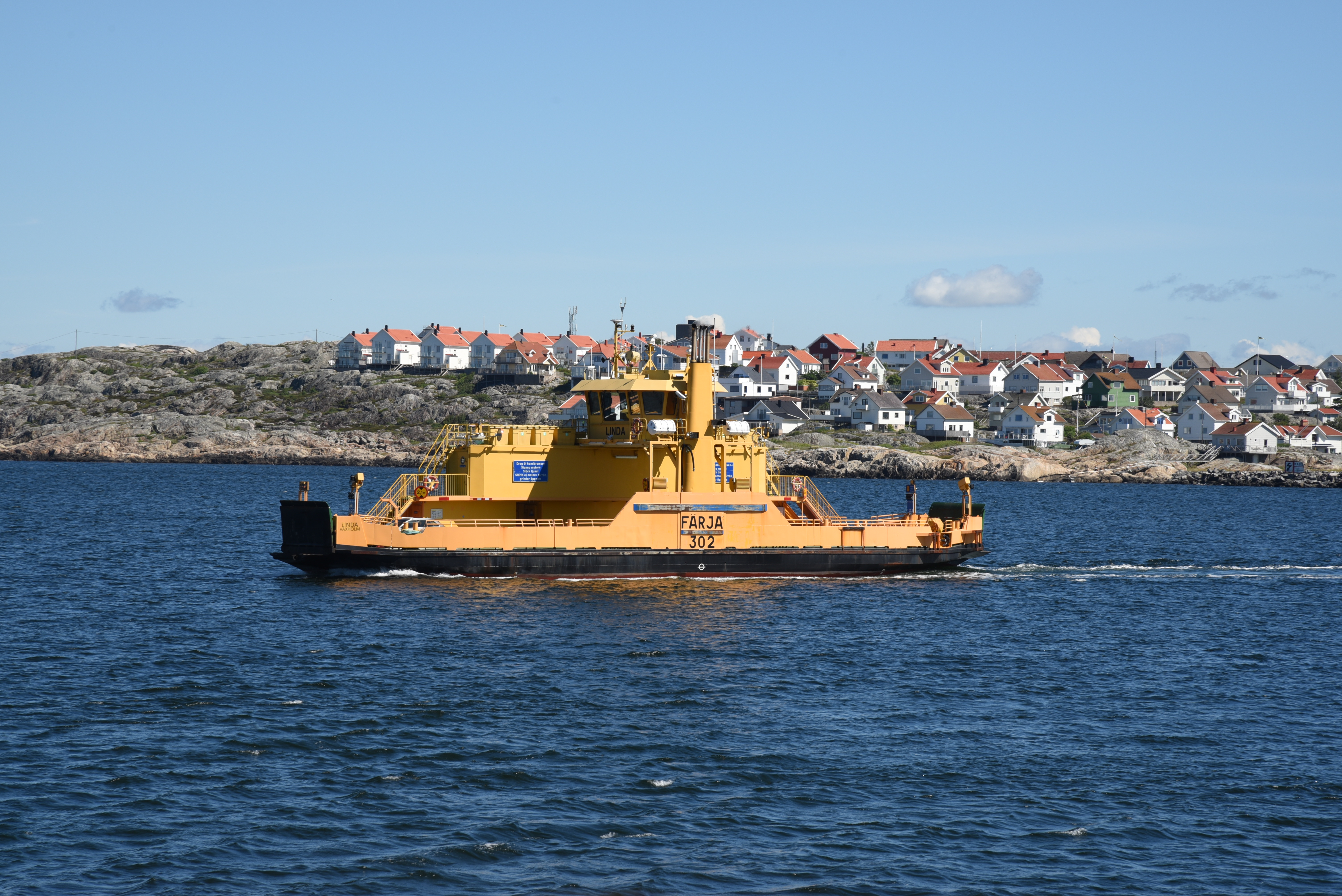
M/S Linda på Nordöleden